# Альпійські країни

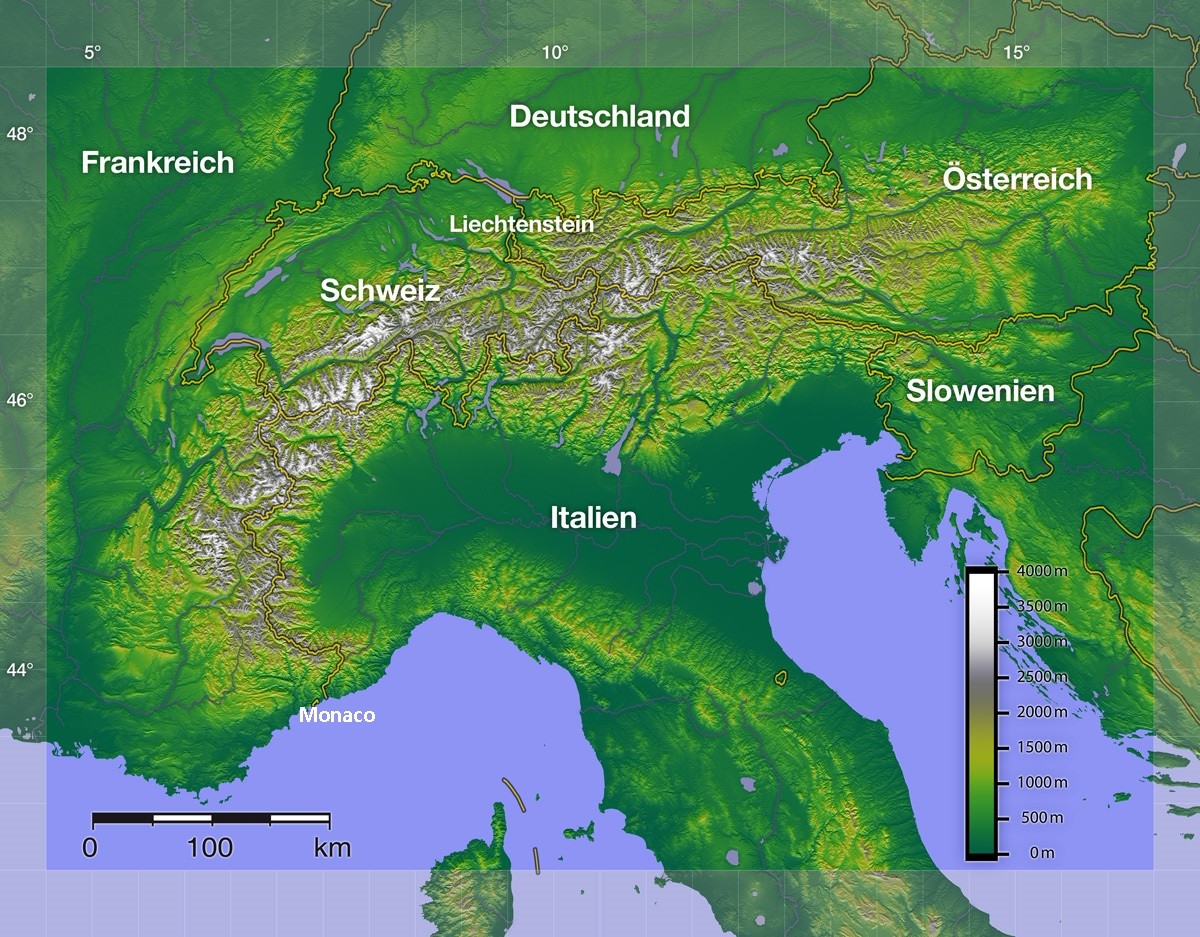
Держави в Альпійському регіоні

Альпійські країни - країни, що є частиною або повністю Альпійським регіоном. Терміни Альпійська держава та Альпійська прибережна держава позначають відповідні держави та часто використовуються як синоніми. За іншим розумінням, в альпійській країні або Альпійська держава має відносно велику частину території до Альп, у випадку альпійської країни меншу частину своєї території.
У 1991 році всі вісім альпійських країн підписали так звану Альпійську конвенцію про захист і сталий розвиток Альп. У цих державах є загалом 6200 муніципалітетів і близько 100 регіонів NUTS3 в Альпах.
У 1972 році 10 адміністративних одиниць з Австрії, Німеччини, Італії та Швейцарії об'єдналися в Робочу групу альпійських країн (Arge Alp) для транскордонного співробітництва.

## Території суші та Альпійська зона

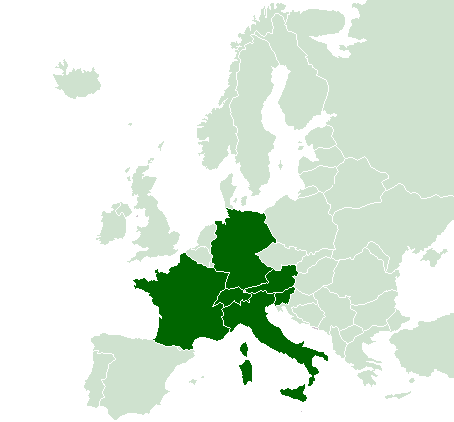
Альпійські країни Європи

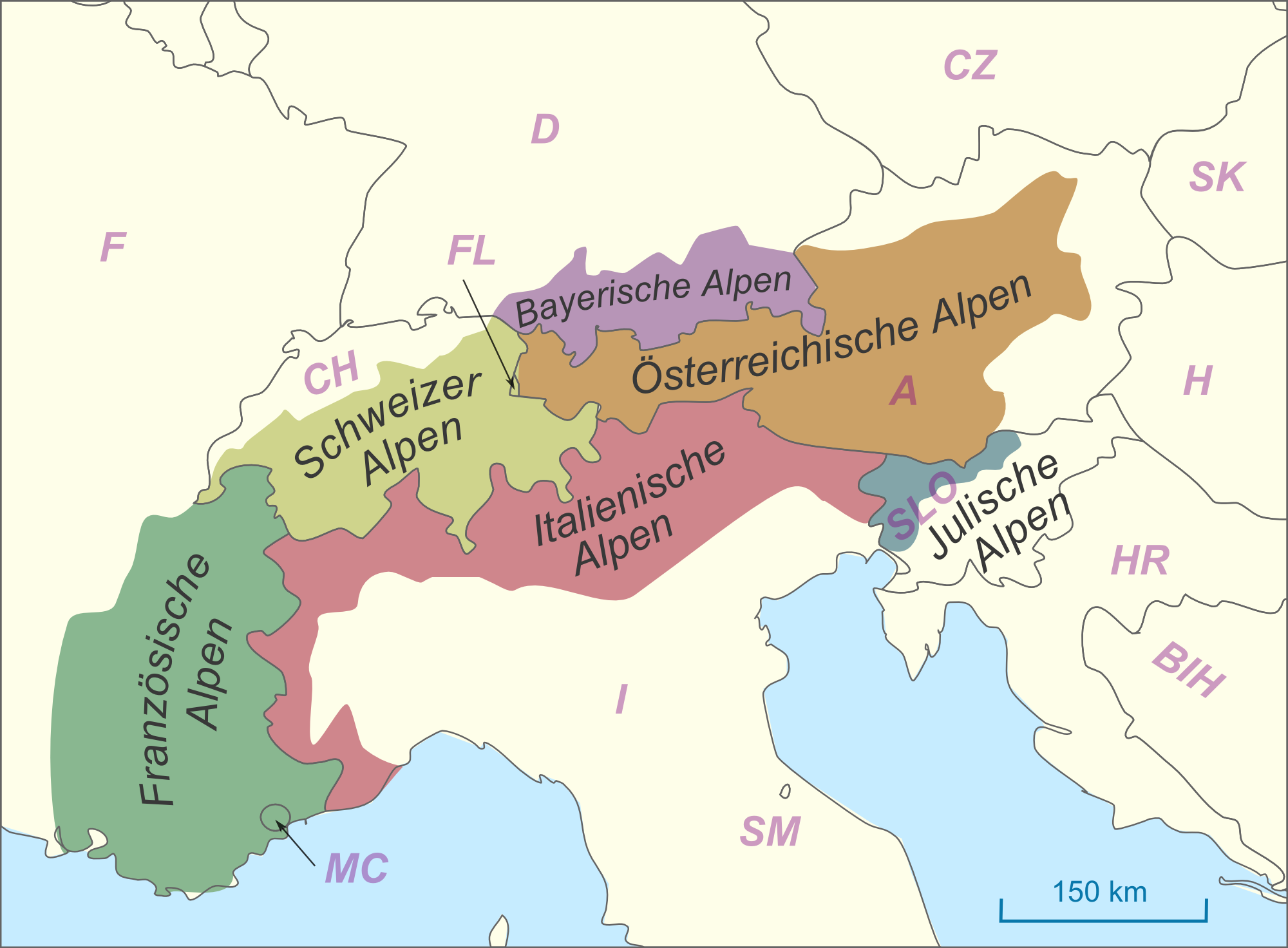
Альпійські регіони за станом

Статистичний рейтинг залежить від розглянутих значень. Велика країна може мати значні пропорції Альп, навіть якщо вони займають лише невеликий відсоток її площі. Інша картина постає, якщо розглянути пропорції населення.
- Частина Швейцарії та Словенії, що лежить в Альпах, становить понад 40 % площі суші, в Австрії навіть більше 60 %, причому приблизно половина всіх жителів проживає в Альпах (це майже третина всіх жителів Альп), одна третина в Словенії та одна чверть у Швейцарії (приблизно одна восьма жителів Альп).
- Єдиною альпійською державою, яка повністю лежить у Високих Альпах, є князівство Ліхтенштейн. Хоча Князівство Монако також повністю розташоване у більшій частині Альп, воно не має жодних висот, які варто згадати. Через невелику національну територію обидва майже не мають частки в площі та населенні Альпійського регіону.
- Австрія, Італія та Франція мають значні частини Альп. Альпійські частини цих країн разом складають 77 % площі Альпійського регіону, три чверті населення Альп (понад 10 мільйон) проживають у цих трьох штатах. Однак, на відміну від Австрії, Альпи становлять лише невелику частину території двох великих держав (Італія 17). %, Франція 7 %).
- Найменша частка площі та населення держави (3 і 2 ст %) мають альпійські райони Німеччини.

Щодо Угорщини та Хорватії: Альпи простягаються в природному просторовому та геологічному сенсі за межі східного кордону Австрії (Ödenburger gebirge, Günser Bergland), так що Угорщина з приблизно 20 км² частка Альп. Зазвичай її не зараховують до альпійських держав. Те ж саме стосується і Хорватії – у деяких альпійських підрозділах, які зараз вважаються застарілими (Partizione delle Alpi 1926) Істрія та Карст також включені до Альп.

## Таблиця
| Країна      | Альпійська зона в км² | Альпійська зона в % | Альпи- населення | Альпи- населення в % | Альпійська частина на всю державу: Поверхня | Альпійська частина на всю державу: Населення | В лінію наслідок N/S | В лінію наслідокW/O |
| ----------- | --------------------- | ------------------- | ---------------- | -------------------- | ------------------------------------------- | -------------------------------------------- | -------------------- | ------------------- |
| Німеччина   | 11 100 (1)            | 5.8                 | 1 380 000        | 10.1                 | 3                                           | 2                                            | 2                    | 6                   |
| Франція     | 40 800 (2)            | 21                  | 2 450 000        | 18.0                 | 7                                           | 4                                            | 7                    | 1                   |
| Італія      | 52 000                | 27                  | 4 100 000        | 30.1                 | 17                                          | 7                                            | 5                    | 3                   |
| Ліхтенштейн | 160                   | 0,08                | 35 000           | 0,2                  | 100                                         | 100                                          | 4                    | 5                   |
| Монако      | 2                     | 0,001               | 33 000           | 0,1                  | 100                                         | 100                                          | 8-й                  | 2                   |
| Австрія     | 54 600                | 29                  | 4 010 000        | 29.4                 | 65                                          | 50                                           | 1                    | 7                   |
| Швейцарія   | 24 850                | 13                  | 1 740 000        | 12.8                 | 60                                          | 23                                           | 3                    | 4                   |
| Словенія    | 6800                  | 3.5                 | 640 000          | 4.7                  | 40                                          | 32                                           | 6                    | 8-й                 |
| Загалом     | 190 900 ∗             | 100                 | 13 600 000 ∗∗    | 100,0                | –                                           | –                                            | –                    | –                   |

Джерела: EURAC /Agralp, bergglück.de ; Довідкові дані: Значення контрактної території Альпійської конвенції станом на 10. Квітень 2008 року